# جونغ إي
جونغ إي (بالكورية: 정이)‏ هو فيلم خيال علمي كوري جنوبي من إخراج وسيناريو يون سانغ-هو، وبطولة كانغ سو يون، كيم هيون جو وريو كيونغ سو، صدر الفيلم على منصة نتفليكس في 20 يناير 2023.

## روابط خارجية
- جونغ إي على موقع IMDb (الإنجليزية)
- جونغ إي على موقع ميتاكريتيك (الإنجليزية)
- جونغ إي على موقع روتن توميتوز (الإنجليزية)
- جونغ إي على موقع نتفليكس (الإنجليزية)
- جونغ إي على موقع ألو سيني (الفرنسية)
- جونغ إي على موقع فيلمافينيتي (الإسبانية)
- جونغ إي على موقع قاعدة بيانات الفيلم (الإنجليزية)
- جونغ إي على موقع ليتربوكسد (الإنجليزية)
- جونغ إي على موقع كينوبويسك (الروسية)